# Метревелі Михайло Зелімханович
Михайло Зелімханович Метревелі (нар. 11 червня 1969, Макіївка, Донецька область, Українська РСР, СРСР) — український спортивний журналіст, телеведучий, медіаменеджер, футбольний експерт телеканалів «Футбол 1», «Футбол 2», футбольний функціонер.

## Біографія
У 2001—2004 роках очолював спортивну редакцію телеканалу «Україна».
Автор та ведучий телепрограм «Футбольний огляд», «Футбол в Особах», на каналі ТРК «Україна» на початку 2000-х років. Засновник та видавець щомісячного видання «Футбол в Особах».
З 2010 до 2014 р.р. обіймав посади заступника генерального директора з питань ЄВРО 2012, Національної телекомпанії України (НТКУ), а потім і першого заступника генерального директора НТКУ.
На посаді заступника генерального директора НТКУ з питань ЄВРО 2012 керував технічною та творчою підготовкою прямих трансляцій матчів Чемпіонату Європи з футболу, супроводжуючих програм та промоматеріалів. Координував дії НТКУ з Кабінетом міністрів України, організаційним комітетом Євро 2012, штаб-квартирою УЄФА та національними футбольними асоціаціями України та Польщі.
У 2018 році дебютував та розпочав кар'єру експерта телеканалів «Футбол 1» та «Футбол 2» у проєктах «Тур онлайн», «Ніч Ліги чемпіонів», постійний учасник програми «Великий футбол». Як експерт, брав участь в обговоренні фінальних матчів Ліга чемпіонів УЄФА 2017/2018 та 2018/2019 у проєктах «Ніч Ліги чемпіонів».
30 квітня 2020 року зареєстрований дирекцією УПЛ як офіційний кандидат у президенти УПЛ від донецького «Шахтаря». Вибори президента української Прем'єр-ліги двічі скасовувалися у зв'язку із карантинними заходами, запровадженими Кабінетом Міністрів України у зв'язку з коронавірусною пандемією.
Як підприємець та консультант відомий своєю діяльністю в галузі спортивного та медіаменеджмент.
У практичній діяльності вивчав процеси розвитку європейських клубних чемпіонатів та структур футбольних клубів (українських, бельгійських, голландських, польських, французьких, грузинських). Вважається експертом у питаннях скаутингу, трансферних угод, побудови ефективних систем управління клубів та розвитку кар'єр молодих футболістів.
З 2021 року радник міського голови Запоріжжя зі стратегії та розвитку МФК «Металург», а також є спортивним директором МФК «Металург», Запоріжжя.